# What's Love Got to Do with It (singolo)
What's Love Got to Do with It è un singolo della cantante statunitense Tina Turner, pubblicato il 4 giugno 1984 come secondo estratto dall'album Private Dancer.

## Descrizione
La title track, scritta da Terry Britten e Graham Lyle, è la cover di un brano del gruppo pop-rock britannico Bucks Fizz. Il gruppo registrò infatti il brano nel febbraio 1984, ma non la canzone non venne pubblicata, perché battuta sul tempo dalla versione di Tina Turner. Soltanto nel 2000 il gruppo inserirà il brano nell'album Are You Ready?.
What's Love Got to Do with It ha contribuito a trascinare le vendite dell'album Private Dancer, da cui il singolo è tratto, rimanendo nella storia come una delle più popolari canzoni di Tina Turner. Il singolo infatti raggiunse la vetta di diverse classifiche in tutto il mondo compresi Stati Uniti, Canada ed Australia.
All'epoca dell'uscita What's Love Got to Do with It, Tina Turner non aveva un singolo in classifica da circa quindici anni, e la Capitol Records non si aspettava molto dal disco. Quando il singolo arrivò alla vetta della Billboard Hot 100 e vi rimase per tre settimane, What's Love Got to Do with It divenne il primo numero uno della carriera da solista della Turner, ed il secondo, a distanza di 24 anni dopo A Fool in Love del 1960, cantata con l'ex marito Ike Turner. Il disco segnò anche un nuovo record. Con i suoi 45 anni, Tina Turner fu l'artista più anziana ad arrivare alla numero uno della Billboard Hot 100. Il record fu in seguito battuto dagli Aerosmith nel 1998 (artista più anziano) e da Cher nel 1999 (artista donna più anziana).
La canzone è stata posizionata alla posizione numero 134 della lista I 500 migliori brani musicali secondo Rolling Stone.

## Video musicale
Il video prodotto per What's Love Got to Do with It fu diretto da Mark Robinson e mostra la Turner camminare lungo una strada in città, alternando queste sequenze con altre in cui la cantante interpreta il brano davanti alla telecamera.

## Riconoscimenti
La canzone fu premiata con diversi riconoscimenti, inclusi tre Grammy Award ("Disco dell'anno", "Canzone dell'anno" e "Miglior performance femminile pop") ed un MTV Video Music Award ("Miglior video femminile").

## Tracce
7"
1. What's Love Got to Do with It – 3:49
2. Don't Rush the Good Things – 3:45

12"
1. What's Love Got to Do with It (Extended Version) – 5:48
2. What's Love Got to Do with It (Single Version) – 3:44
3. Don't Rush the Good Things – 3:43

## Classifiche

### Classifiche settimanali
| Classifica (1984)                | Posizione massima |
| -------------------------------- | ----------------- |
| Australia                        | 1                 |
| Austria                          | 4                 |
| Belgio (Fiandre)                 | 20                |
| Canada                           | 1                 |
| Francia                          | 21                |
| Germania                         | 7                 |
| Irlanda                          | 4                 |
| Italia                           | 21                |
| Norvegia                         | 10                |
| Nuova Zelanda                    | 3                 |
| Paesi Bassi                      | 10                |
| Regno Unito                      | 3                 |
| Spagna                           | 6                 |
| Stati Uniti                      | 1                 |
| Stati Uniti (adult contemporary) | 8                 |
| Stati Uniti (dance club)         | 21                |
| Stati Uniti (R&B)                | 2                 |
| Sudafrica                        | 2                 |
| Svezia                           | 4                 |
| Svizzera                         | 8                 |

### Classifiche di fine anno
| Classifica (1984) | Posizione |
| ----------------- | --------- |
| Australia         | 22        |
| Canada            | 3         |
| Germania          | 35        |
| Nuova Zelanda     | 13        |
| Regno Unito       | 20        |
| Stati Uniti       | 2         |
| Classifica (1985) | Posizione |
| Sudafrica         | 14        |

## Influenze nella cultura di massa
- Nel 1993 il titolo della canzone fu usato per il film Tina - What's Love Got to Do with It, bipic sulla vita della cantante.
- Nel 2024 il brano ha ispirato il film What's Love? (What's Love Got to Do with It?), diretto da Shekhar Kapur e interpretato da Shazad Latif e Lily James.[21]

## Altri usi
- Nel 1992 il brano è stato inserito nella colonna sonora del film Gli amici di Peter.

## Cover
- Nel 1994 è stata incisa una versione da Michela Resi per il programma Non è la RAI, durante il quale era interpretata da Letizia Boupkouele. Questa versione fu inserita nella compilation Non è la Rai gran finale.[22]
- Nel 1996 Warren G ha registrato una versione del brano con Adina Howard che interpreta il ritornello. Nel video compare Jackie Chan.
- Nel 2001 Cliff Richard ha registrato una versione del brano per l'album Wanted.
- Sempre nel 2001 Fat Joe, in collaborazione con Ashanti, ha pubblicato What's Luv?, che si basa sulla stessa melodia del brano.
- La canzone è stata remixata nel 2020 dal noto DJ norvegese Kygo